# Emdjez Edchich
Emdjez Edchich (em árabe: مجاز الدشيش) é uma comuna localizada na província de Skikda, Argélia. De acordo com o censo de 2008, a população total da cidade era de 20 079 habitantes.